# Hraboveț, Kameanka-Buzka
Hraboveț (în ucraineană Грабовець) este un sat în comuna Jovtanți din raionul Kameanka-Buzka, regiunea Liov, Ucraina.

## Demografie
Componența lingvistică a localității Hraboveț
     Ucraineană (100%)
Conform recensământului din 2001, toată populația localității Hraboveț era vorbitoare de ucraineană (100%).